# Genrupt
Genrupt est une ancienne commune française du département de la Haute-Marne en région Grand Est. Elle est associée à la commune de Bourbonne-les-Bains depuis 1972.

## Histoire
En 1789, ce hameau fait partie de la province de Champagne dans le bailliage de Chaumont et la prévôté de Coiffy.
Le 28 décembre 1972, la commune de Genrupt est rattachée à celle de Bourbonne-les-Bains sous le régime de la fusion-association.

## Politique et administration
| Période                                  | Période  | Identité       | Étiquette | Qualité |
| ---------------------------------------- | -------- | -------------- | --------- | ------- |
|                                          | En cours | Patrick Breyer |           |         |
| Les données manquantes sont à compléter. |          |                |           |         |

## Démographie
| 1911 | 1921 | 1926 | 1931 | 1936 | 1946 | 1954 | 1962 | 1968 |
| ---- | ---- | ---- | ---- | ---- | ---- | ---- | ---- | ---- |
| 164  | 116  | 124  | 125  | 133  | 111  | 106  | 107  | 96   |

## Lieux et monuments
- Église Notre-Dame de la Nativité, XIXe siècle